# راهی پیدا کن (به دیگر سو)
«راهی پیدا کن (به دیگر سو)» (به انگلیسی: Break On Through (To the Other Side)) ترانه‌ای است از گروه موسیقی دورز. این قطعه آهنگ آغازین اولین آلبوم آنها درها (۱۹۶۷) است. «راهی پیدا کن» اولین تک‌آهنگ منتشر شده از دورز هم بود که در ایالات متحده تا ردهٔ ۱۲۶ پُرفروش‌ترین تک‌آهنگ‌ها صعود کرد. علیرغم این ناکامی، این قطعه از همان سال‌های پایانی دههٔ ۶۰ میلادی یکی از محبوب‌ترین قطعه‌های دورز بوده‌است.
عنوان ترانه خوداِنگاره‌ای‌ست از اعضای گروه، به‌ویژه جیم موریسون که می‌خواست از طریق «درها» شنونده را به دنیای دیگری ببرد.
بیست و چهار سال پس از انتشار اولیه و زمانی که «راهی پیدا کن» به‌عنوان یکی از ساندترَک‌های فیلم دورز استفاده شد وارد آفیشال چارتس بریتانیا شد که بالاترین جایگاهش رتبهٔ ۶۴ آن جدول بود.

## ساختار
«راهی پیدا کن» یک قطعهٔ ۴/۴ با تمپوی بالاست که بر اساس مُد آئولین (تقریبا همان نچرال مینور) نوشته شده‌است.
رابی کریگر (گیتاریست دورز) در نوازندگی عمیقاً از گیتاریست‌های بلوز بَند پال باترفیلد تأثیر گرفته بود در حدی که به گفتهٔ خودش «اگر باترفیلد برقی نمی‌شد، احتمالاً سراغ راک اند رول نمی‌رفت». او در ساخت ریف «راهی پیدا کن» از «باسنت را تکان بده» پال باترفیلد الهام گرفت که یکی از قطعه‌های مورد علاقه‌اش بود. نسخهٔ اصلی «باسنت را تکان بده» در سال ۱۹۶۱ توسط المور جیمز ضبط شده‌است.
ری منزرک (نوازندهٔ کیبورد) هم در مستند آلبوم‌های کلاسیک (۲۰۰۸) گفته‌است که خط بیس کیبورد و عناصری از تک‌نوازی اُرگ «راهی پیدا کن» را از «چی بگم» ری چارلز به عاریت گرفته‌است. او پیش‌تر در کتاب اتوبیوگرافی آتشم را روشن کن: زندگیم با دورز (۱۹۹۹) نوشته بود که در «راهی پیدا کن»، از آلبوم سال ۱۹۶۳ استن گتز و ژوآو ژیلبرتو به‌نام گتز/ژیلبرتو تأثیر گرفته‌است.
سانسورچی‌های الکترا رکوردز با جملهٔ تکرارشوندهٔ «She get high» که به نشئگی شخصیت زن ترانه اشاره دارد، مشکل داشتند؛ بنابراین کلمهٔ «high» از نسخهٔ اصلی آلبوم و همه نسخه‌های بعدی تا دههٔ ۹۰ میلادی درآورده شد و فقط عبارت «She get» باقی ماند. جملهٔ کامل در نسخه‌های اجرای زنده و نسخه‌های جدیدتر ریمَسترشده وجود دارد، اما چون نسخهٔ سانسور شده به‌گوش شنوندگان آشناتر است، در پخش ایستگاه‌های رادیویی کلاسیک راک و بیشتر آلبوم‌های برگزیدهٔ آثار گروه همچنان از همان استفاده می‌شود. به گفتهٔ جان دنزمور (درامر) زمانی که اعضای گروه متوجه شدند انتشار ترانه منوط به سانسور آن کلمه است، با اِکراه با حذفش موافقت کردند.

## محتوا
«راهی پیدا کن» به‌بهترین شکل مهارت شاعری خیال‌پردازانهٔ موریسون را خلاصه می‌کند، یک توصیه در مورد یک موضوع ضروری: گذرگاهی به سمت دیگر باز کن.
در آغاز شعر موریسون می‌گوید: می‌دانی که روز شب را نابود می‌کند/شب روز را تقسیم می‌کند/تلاش کردم فرار کنم/تلاش کردم پنهان شوم/راهی به‌سمت دیگر پیدا کن». در اینجا او آشکارا علیه دودویی‌هایی که به‌طور سیستماتیک واقعیت ما را دیکته می‌کنند شورش می‌کند. «روز» و «شب» تمثیلی است از یک سیستم دودویی که همهٔ کارهایی که در ۲۴ ساعت شبانه روز می‌کنیم بر مبنای توالی آن‌ها برنامه‌ریزی و انجام می‌شوند. موریسون نمی‌گوید که ما باید از این دودویی‌ها «فرار کنیم» یا «پنهان شویم» -در حالتی که همواره مجبور به تبعیت از آن‌ها هستیم- اما می‌گوید باید راهی برای نفوذ پیدا کنیم. این کار به ما امکان می‌دهد که از «درها» به سمت لایتناهی حرکت کنیم و آنچه در «طرف دیگر» قرار دارد، آفریدهٔ موریسون است: «جزیره‌ای در آغوشت یافتم/کشوری در چشم‌هایت/بازوانی که ما را زنجیر کرده‌بودند/چشمانی که دروغ می‌گفتند» و بعد به «دروازه‌ای تَنگ/عمیق و فراخ» اشاره می‌شود. اعضای دورز تحت تأثیر عنوان کتاب درهای ادراک آلدوس هاکسلی نام گروه را انتخاب کرده‌بودند. هاکسلی در مقدمهٔ آن کتاب، جمله‌ای از کتاب ازدواج بهشت و دوزخ ویلیام بلیک را آورده که می‌گوید: «اگر درهای ادراک باز می‌شد، هرچیز همان‌طور که هست، بر انسان ظاهر می‌شد، لایتناهی». در این‌جا موریسون نماد بلیک از «درها» را با تصویر «دروازه» ترکیب می‌کند و آنچه را که واقعی است از آنچه می‌تواند واقعیت داشته‌باشد جدا می‌کند. اما باز هم به استوار بودن واقعیتش بر یک نظام ثابت یا دودویی معترض است: آنچه دریافت می‌کند، چیزی نیست که تصور کرده‌بود و این بدان معناست که «دیگر سو» هم دودویی‌هایی ذاتی دارد که موریسون باید در آن‌ها زندگی کند.
با توجه به متن ترانه به‌نظر می‌رسد موریسون در عمل به گفته‌های بلیک چرخشی تهاجمی داشته‌است. پذیرش منفعلانهٔ آن سطر از کتاب، موجب یک عمل آنارشیستی خود ویرانگرانه شده و «راهی پیدا کن» به‌جای آن‌که مترقی باشد یک اثر آنارشیستی است. در اتوبیوگرافی تبلیغاتی موریسون که به سال ۱۹۶۷ توسط الکترا رکوردز منتشر شده به این نگرش او اشاره شده‌است:
من مجذوب ایده‌هایی هستم که در مورد شورش علیه اقتدار باشند. من ایده‌ها دربارهٔ درهم‌شکستن یا سرنگون کردن نظم مستقر را دوست دارم. من به هر چیزی در مورد شورش، بی نظمی و هرج و مرج علاقه دارم - به خصوص فعالیتی که به‌ظاهر معنایی ندارد. به نظر می‌رسد مسیری به‌سوی آزادی است.

## نظر منتقدان
به باور لیندزی پلینر از آل‌میوزیک، استفادهٔ موریسون از کلمه‌هایی مثل «ویران‌گر» و «تقسیم‌کننده» برای توصیف «روز» و «شب» نشان‌گر سواد ادبی است که پیش‌تر به‌ندرت در موسیقی راک دیده شده‌بود.
«راهی پیدا کن» ساختار یک آهنگ عاشقانه را دارد. با این‌حال موریسون به طرز هوشمندانه‌ای با تسلط به واژه‌ها، جمله‌های عاشقانهٔ «جزیره‌ای در آغوش تو یافتم/کشوری در چشمان تو» را مقابل سطرهای شرورانهٔ «بازوهایی که به زنجیر می‌کشند/چشم‌هایی که دروغ می‌گویند» قرار می‌دهد.
به عقیدهٔ گرایم راس در ایندیپندنت، گروه دورز با اولین تک‌آهنگ از اولین آلبوم‌شان، در دَم «مانیفِست به‌چالش کشیدن تابوها» را صادر کردند.
به نوشتهٔ رولینگ استون، با وجود سرقت‌های هنری جزئی، دورز این ترانه را به اثری کاملاً متعلق به خودشان تبدیل کردند؛ قطعه‌ای از موسیقی سایکدلیک سان‌ست استریپ که در روزگار ما هم‌چنان سرزنده و پُرانرژی و به‌نظر می‌رسد.
به عقیدهٔ ارنست سوارز (عضو هیئت علمی دانشگاه کاتولیک و موسیقی‌نویس واشینگتن پست)، «راهی پیدا کن» مضمونی کلاسیک در شعر آمریکای قرن بیستم را بازتاب می‌دهد؛ میل به گذر از مرزهای جامعهٔ سطحی‌نگر و خفقان رسانه‌ای به‌سمت تجربه‌ای اصیل. شیوه‌ای از زندگی که واسطه‌ای نیست، مستقیماً تجربه می‌شود.

## فهرست قطعه‌های تک‌آهنگ
نسخهٔ ۷ اینچی ایالات متحدهٔ آمریکا - EK-45611
- روی صفحه: «راهی پیدا کن (به دیگر سو)» - ۲:۲۴
- پشت صفحه: «انتهای شب» - ۲:۴۹

نسخهٔ ۷ اینچی بریتانیا - EKSN 45-009
- روی صفحه: «راهی پیدا کن (به دیگر سو)» - ۲:۲۴
- پشت صفحه: «انتهای شب» - ۲:۴۹

## افراد مشارکت‌کننده
- جیم موریسون – آواز
- ری منزرک – اُرگ، کیبورد باس[۲۰]
- رابی کریگر – گیتار
- جان دنزمور – درامز

## گواهی‌های فروش
| منطقه                             | گواهی | واحد گواهی‌شده/فروش |
| --------------------------------- | ----- | ------------------ |
| آلمان (بی‌وی‌ام‌آی)                  | طلا   | ۲۵۰٬۰۰۰^           |
| ^ رقم توزیع تنها بر پایهٔ گواهی‌ها. |       |                    |